# Cernotina oklahoma
Cernotina oklahoma är en nattsländeart som beskrevs av Ross 1938. Cernotina oklahoma ingår i släktet Cernotina och familjen fångstnätnattsländor. Inga underarter finns listade i Catalogue of Life.